# Niederhermersdorfer Bach
Der Niederhermersdorfer Bach ist ein Bach im Chemnitzer Stadtteil Adelsberg auf der Erzgebirgsnordrandstufe.

## Verlauf
Von einem Regenauffangbecken ober- sowie unterhalb der Otto-Thörner-Straße in nördlicher Richtung verlaufend. Unterirdisch durch Gärten kreuzt dieser die Georgistraße, wo sich unweit ein Tümpel befindet. Von diesem weiter folgend in Nordost-Richtung durch eine neu angelegte Siedlung fließt der Niederhermersdorfer Bach in einen Fischteich an der Adelsbergstraße. Von diesem mündet er unterirdisch in den Gablenzbach unter der Adelsbergstraße zwischen dem Andersenweg und der Cervantesstraße.